# What About Us?
"What About Us?" är en låt framförd av Brandy Norwood, inspelad till hennes tredje studioalbum Full Moon  som gavs ut på Atlantic Records den 1 januari 2002. Låten skrevs av Norwood, Kenisha Pratt, Nora Payne, LaShawn Daniels och Rodney Jerkins, där den senare även producerade. ”What About Us?” var huvudsingel för albumet och lanserades med en världsomfattande marknadsföringskampanj. Låten distribuerades genom streaming on demand via AOL Music. Efter flera års frånvaro från rampljuset, på grund av en rad privata svårigheter, var singeln en återkomst för Norwood.
Norwood beskrev ”What About Us?” som futuristisk och ”high-tech”. Det är en R&B-låt som blandar element av hiphop, danspop och adult contemporary med en hård offbeattakt. Det nya soundet var en effekt av Norwoods uttalade önskan att skapa något ”annorlunda, vasst och sexigt” – en genomgripande konstnärlig stiländring jämfört med hennes mer tonårsartade uttryck under 1990-talet. I låten använder hon sig av ett aggressivt sångsätt där hon gör upp med en partner som inte besvarat hennes kärlek.
”What About Us?” fick generellt positiv kritik från musikjournalister, och flera lovordade låtens struktur och uppbyggnad och lyfte fram den som ett av de bästa spåren på Full Moon, även om flera recensenter också avfärdade den som mainstream med generisk sång. "What About Us?” blev en av Norwoods största hits i karriären. Den nådde sjundeplatsen på amerikanska singellistan Billboard Hot 100. Internationellt nådde låten över topp-tjugo på de flesta singellistor den gick in på och blev topp-tio-hit i Australien, Danmark, Nya Zeeland, Norge och Storbritannien. År 2003 mottog Silk Hurleys remixversion, ”Old Skool Remix”, av låten en Grammynominering i kategorin ”Best Remixed Recording, Non-Classical”.
Musikvideon till ”What About Us?” regisserades av Dave Meyers och filmades i november 2001 i Culver City, Kalifornien. Den hade premiär på MTV den 10 januari 2002. Större delen av videon spelades in framför en greenscreen. Norwoods framtoning var sexigare och mera provokativ än tidigare och videon utspelar sig i ett alternativt och futuristiskt universum. I videon står hon i en vindtunnel på en pyramid av knäböjande män och svingar med ett slagträ. Videon nominerades 2002 till en Viewers Choice Award vid MTV Video Music Awards.

## Bakgrund och inspelning
År 1999 var den amerikanska tonårsstjärnan Brandy Norwood på höjden av sin karriär. Hon var ute på en världsturné för det mångmiljonsäljande studioalbumet Never Say Never efter att ha rönt stora framgångar under 1990-talet som sångare, skådespelare och modell. Trots fortsatta kommersiella framgångar och nya singelutgivningar var det Norwoods problematiska privatliv som blev allt mer uppmärksammat, däribland att hon misshandlades av den dåvarande pojkvännen, hennes ätstörning och det slutliga psykiska sammanbrottet.

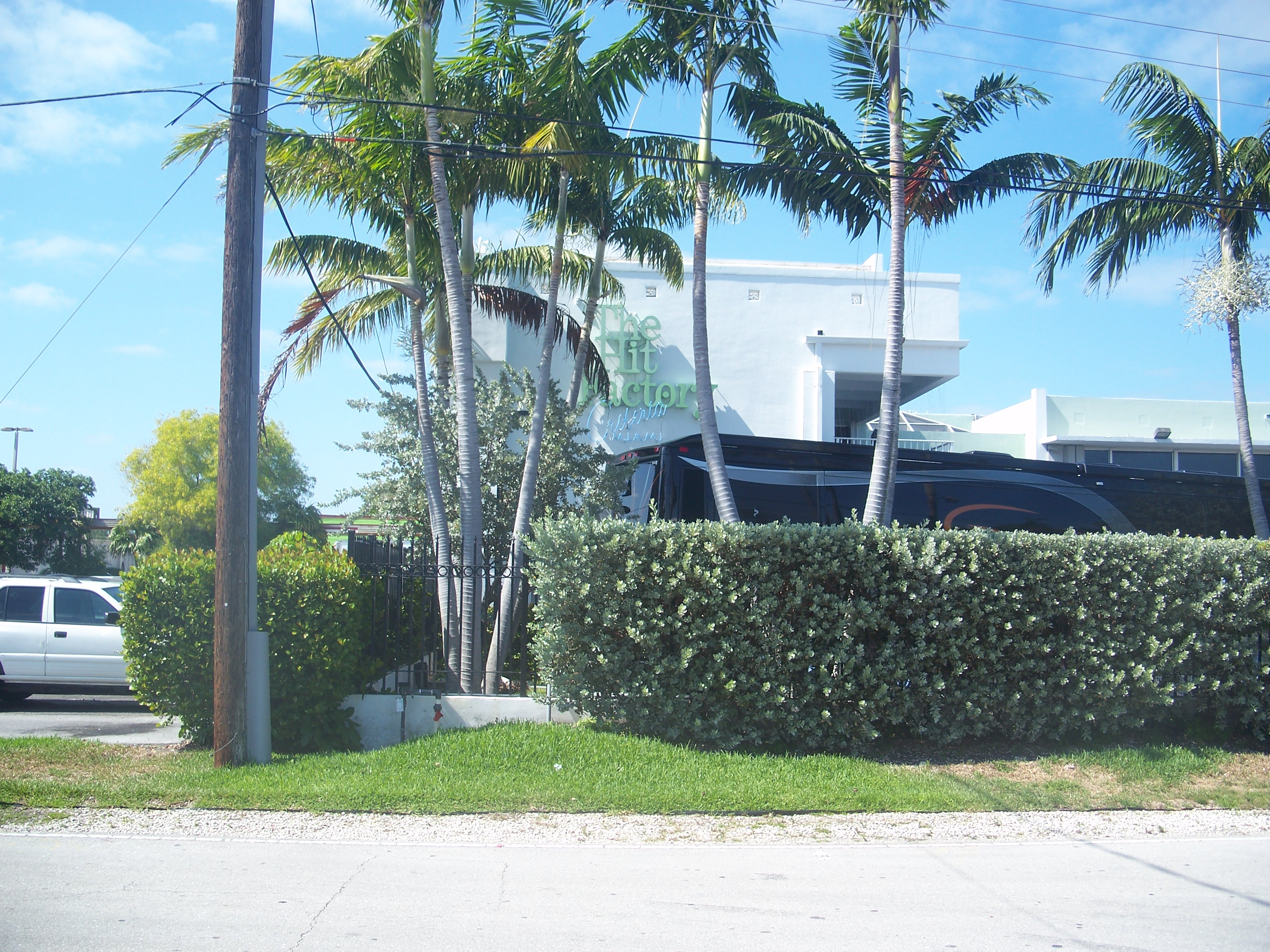
Inspelningsstudion Hit Factory i Miami, Florida, där delar av "What About Us?" skapades.

Efter att TV-serien Moesha lades ned i början av 2001 lämnade Norwood rampljuset under en längre tid för att ”reflektera” och ”hitta sig själv”. Under den här perioden tiden agerade hon röstskådespelare i filmen Osmosis Jones och spelade in en cover av ”Another Day in Paradise” till Phil Collins hyllningsalbum Urban Renewal, något som inte alls genererade så mycket publicitet. Något senare  började hon ta fram idéer för ett tredje studioalbum för Atlantic. Samtidigt hade hon, tillsammans med Rodney ”Darkchild” Jerkins, börjat skriva på flera nya låtar, i hopp om att kunna återskapa det vinnande konceptet från Never Say Never. Jerkins uppfattade att de två hade ett mycket bra samarbete och hon lät honom arbeta med ett nytt sound till albumet. Norwood ville dock ha större kreativ kontroll än tidigare och bokade möten med alla sina låtskrivare och producenter för att diskutera möjliga ämnen till låttexter.
”What About Us?” var en av flera nya låtar som Jerkins började arbeta på vid finslipningen av Full Moon i Los Angeles. Norwood hörde delar av produktionen och utbrast: ”Herregud Rodney, här har vi det! Det här är exakt vad musikindustrin behöver. Med den här kanske vi kan ändra hur dagens musik låter.” Hon skrev låttexten till spåret tillsammans med LaShawn Daniels, Nora Payne och Kenisha Pratt. Norwood lade bakgrundssången själv och arbetade med sången tillsammans med Daniels, som mixades av Paul Foley och Fabian Marascuillo vid Darkchild Studios i Pleasantville, New Jersey. Norwood spelade in låten vid Hit Factory Criteria i Miami, Florida.

## Komposition
”What About Us?”, som Norwood beskrev som ”futuristisk” och ”high-tech”, är en R&B-låt influerad av hiphop och innehåller även element av adult contemporary och danspop. Låten är fyra minuter och tio sekunder lång och omfattar flera instrument. Däribland Norwoods sång, sex olika syntar och trummor. Enligt noterna publicerade på Musicnotes.com av Alfred Publishing utgår ”What About Us?” från 96 taktslag per minut, vilket är ett måttligt tempo. Den är skriven i E-dur och sången sträcker sig från tonen C2 till Ab4.
I boken Musical Rhythm in the Age of Digital Reproduction, publicerad 2010 av förlaget Ashgate Publishing, analyserar författaren Annie Danielson ”What About Us?”. Hon beskriver låten som ”väldigt komplex” och att den karakteriseras av sin multilinjära textur och instabila groove. Danielsen skriver: ”Praktiskt taget varje texturlager innehåller någon form av mikrotemporär komplexitet.[förklaring behövs] I några kombineras tidiga och sena taktslag i samma sekvens. Detta ger kompositionens takt en väldigt spastisk, wobblande och oordnad karaktär." Efter närmare analys konstaterar Danielsen  att kompositionens uppbyggnad består av tre osynkroniserade takter, på vilka ytterligare ljudeffekter lagts till. I en intervju förklarade Norwood att det tog tid att färdigställa låten då hon inte ville att den skulle ha ”samma sound som allt annat som svämmar över musikbranschen”. Hon påpekade: "Det är viktigt för mig att vara en trendsättare och förändra branschen.”. Den jämfördes med Janet Jacksons ”Control” från 1986 som Norwood själv nämnde som en inspiration vid tillblivelsen. Shaheem Reid från MTV News liknade ljudbilden vid metall som krossas och musikjournalisten Chuck Taylor vid tidskriften Billboard sa:

”Brandy sjunger emot takten, som om någon missat att synkronisera sången och musiken. Det skär sig verkligen men är helt klart en skiva som kommer att få lyssnarna att haja till – alla i huset kommer lyssna.”

## Låttext, framförande och alter-ego
Texten i ”What About Us?” skildrar Norwoods uppgörelse med en partner som inte besvarat hennes kärlek vilket får henne att ifrågasätta deras relation. ”Den handlar om att vara i en relation som helt enkelt inte fungerar längre” konstaterade Norwood i en intervju och fortsatte: ”['What About Us?'] är lite mera aggressiv och annorlunda för mig. Jag skulle säga att den är lite före sin tid ...". MTV menar att låten börjar med att hon ”aggressivt" ifrågasätter en man som skulle kunna ha varit ”Mr. Right”: ”Why don't you return my calls?/ Why you trip out where I be?/ You don't ever come to see me”. Hon fortsätter sedan med att konstatera: ”I don't need this bull-ish/ I won't put up with it, any longer”. Om textskrivandet berättade Norwood: ”Jag förklarade för dem vad jag ville att den skulle handla om. Den skulle vara aggressiv men sexig. Jag tänkte tillbaka på det förflutna och berättade för dem vad jag ville sjunga om.” Norwood sammanfattade: ”Det kändes som att jag hade kontroll när jag sjöng låten, jag har aldrig gjort något liknande.”
"Jag ville prova något nytt och göra det så vasst som möjligt. Jag använde rösten mer som ett instrument på den här låten vilket jag inte gjort tidigare. När Rodney var i studion och gjorde låten lät det så offbeat och jag älskade det."
En talesperson för Norwood förklarade att texten visade att hon vuxit upp. ”Precis som Britney Spears är hon inte längre en liten flicka. När nya albumet släpps har Brandy fyllt 23.” Musikjournalisten Steve Jones från USA Today uppmärksammade detta och skrev: ”Den söta tonåringen som en gång satt uppe på sitt rum och grät över ett avslutat förhållande är nu vuxen och säger utan omsvep ’I don't need this bullshit’ till en loser” Utöver en ny musikalisk inriktning uppmärksammades Norwood för att ha fått en djupare och klarare sångröst. Med ”What About Us?” introducerade Norwood alter-egot B Rocka, ett smeknamn som Jerkins gett henne redan på 1990-talet under skapandet av Never Say Never. I en intervju med MTV berättade han: ”Jag gav det till henne under förra projektet men vi inkorporerade det inte i musiken då.” Med Norwood ville inte bara förnya musiken utan även sig själv och började därför använda smeknamnet. Jerkins förklarade: ”Hon ville inte bli kallad Brandy, för det var vad alla kallade henne hela tiden. Folk brukade kalla mig ’Beat Rocka’ så det var så jag kom på ’B Rocka’.”

## Lansering och mottagande
”What About Us?” valdes till huvudsingel för albumet Full Moon. Jerkins var nervös inför valet då han ansåg att låten inte var en självklar hit utan så säregen att den likaväl kunde ”floppa”. Promosinglar trycktes upp på CD-skivor och distribuerades av Atlantic och WEA International Inc. under sista kvartalet av 2001. Låten – med ett specialinspelat intro – släpptes den 2 januari 2002 med en internationell marknadsföringskampanj och distribuerades genom streaming on demand via AOL Music och flera av dess webbfilialer som Netscape, AIM, ICQ och CompuServe. Med hjälp av AOL:s avtalspartners kunde låten också marknadsföras på liknande sätt i Australien, Brasilien, Kanada, Frankrike, Tyskland, Japan, Mexiko, Argentina och Storbritannien. Låten streamades över 750 000 gånger på en dag och blev därmed tjänstens mest streamade singel någonsin. "What About Us?" skickades till amerikansk radio med formaten Contemporary hit radio, Rhytmic och Urban 18 januari 2002. Den blev en av de mest addade singlarna på alla format.
”What About Us?” fick generellt positiv kritik av musikjournalister. Många hyllade produktionen och jämförde den med Janet Jacksons genombrott ”Control”. Chuck Taylor från tidskriften Billboard ansåg att låten gjorde ett så slående intryck att den skulle bli en klassisk ”älska- eller hatalåt”. Han kritiserade Norwoods ”generiska” sång men berömde låtens komplexitet och struktur och avslutade sin recension med att skriva: ”Det här är verkligen ett effektivt sätt att meddela världen att hon är tillbaka och låten kommer säkerligen bli en monsterhit på radion”. Sal Cinquemani från tidskriften Slant Magazine skrev att låten ”lyfter Brandys typiskt sliskiga varumärke av pop-R&B till en ny, vassare nivå med ’What About Us’ - en utvärdering av sidoskadorna efter ett avslutat förhållande. [Producenten] Rodney Jerkins använder sitt signum – en kraftig basgång som här har klätts upp i en hård och sadistisk outfit.” I en recension av Full Moon, publicerad i Rolling Stone, klargjorde skribenten Arion Berger att ”What About Us?” var en av ”höjdpunkterna” på albumet med sitt ”märkligt huggande tempo och de häftiga ljudeffekterna som gömmer sig i bakgrunden.” Steve Jones från USA Today var också positiv i sin recension och skrev: ”Den spända rösten som hugger efter ett nyligen dumpat ex i ’What About Us?’ har i viss mån en bekant ton, men det är tydligt att Brandy inte längre är den oskuldsfulla tonåring vi en gång kände. Sångerskans återkomst till musikscenen, efter tre års frånvaro, sker med en pulserande rytm skapad av Rodney Jerkins - ett intensivt collage av futuristiska, elektroniska rytmer och ambienta ljud.” Han avslutar: ”Den går inte att jämföra med något annat på radion och är en av de hetaste låtarna på både R&B- och popstationer.”
NME-skribenten Peter Robinson prisade låten och skrev: ”Brandy har varit borta från rampljuset ett tag men ’What About Us’ slungar henne tillbaka med kraft […] Den här rockar hårt, den är tipp-topp och blir bättre för varje lyssning. Det här kan mycket väl vara Rodneys bästa låt sedan ’Say My Name’.” I en recension av Full Moon var kollegan Piers Martin något kritisk mot låten som han beskrev som en ”hal, ryckande klet med datoriserad funk som tillfälligt för in Brandy i tjugohundratalet.” Devon Thomas från The Michigan Daily beskrev den som en ”garanterad klubblåt för mainstream-publiken”. Stephen Thomas Erlewine från AllMusic rankade låten bland sina tre favoriter på Full Moon tillsammans med titelspåret och ”He Is”. Ola Andersson från webbplatsen Dagensskiva tyckte att ”What About Us?” påminde om den bortgångna sångaren Aaliyah. Han fortsatte dock recensionen med att avfärda låten: ”Brandy har lyckats bäst när hon hållit sig på jorden, långt från utomjordiska funkbyggen. ’The Boy Is Mine’ är fortfarande en av nittiotalets bästa soullåtar. ’What About Us?’ var ganska långt från den, på flera sätt.”
I december 2002 rankades ”What About Us?” på plats 99 på listan "The Top 212 singles of 2002" publicerad av webbplatsen Pop Justice. År 2003 fick ”What About Us?” en BMI Urban Award medan Hurleys remixversion fick en Grammy Award-nominering i kategorin "Best Remixed Recording, Non-Classical". Den förlorade dock mot Roger Sanchez remix av No Doubts ”Hella Good”.

## Kommersiella framgångar
”What About Us?” gick in på plats 42 på amerikanska singellistan Billboard Hot 100 den 26 januari 2002 som veckans högst placerade debutant. Detta var första gången hon låg på Billboards singellista under 2000-talet och hennes återkomst sedan singeln ”U Don't Know Me (Like U Used To)” år 1999. ”What About Us?” klättrade till sjundeplatsen och blev därmed Norwoods sjunde singelutgivning att nå topp tio. Den låg kvar på listan i totalt 18 veckor och blev årets femte högst placerade listdebutant. På listan Hot R&B/Hip-Hop Songs gick låten in på plats 44 den 19 januari 2002. Den nådde slutligen tredjeplatsen och blev där hennes högsta notering sedan ”Have You Ever?” från 1998. ”What About Us?” nådde även topp fem på Rhythmic Top 40 och topp tjugo på både Mainstream Top 40 och Top 40 Tracks. "What About Us?" var också framgångsrik på amerikansk radio. En vecka efter utgivningen hade den spelats 612 gånger och nått en radiopublik på 13 miljoner. Den gick in på plats 39 på listan Hot R&B/Hip-Hop Airplay, hennes högst rankade debut där sedan ”Angel in Disguise”, och nådde som högst sjätteplatsen.
”What About Us?” nådde också framgångar i Europa och Oceanien där den blev en av hennes största hits i karriären. I Australien gick låten in på plats 13 på landets singellista, utgiven av ARIA den 3 mars 2002. Den nådde som högst sjätteplatsen och stannade på listan i totalt 11 veckor. Låten tilldelades slutligen ett guldcertifikat av ARIA. ”What About Us?” gick in på plats 11 på Danmarks singellista Tracklisten den 22 februari 2002. Låten nådde sjundeplatsen den 1 mars 2002. I Nya Zeeland gick låten in på plats 21 på landets singellista den 21 mars 2002. Den nådde åttondeplatsen veckan därefter och tilldelades ett guldcertifikat av RIANZ. I Schweiz gick ”What About Us?” in på Schweizer Hitparade den 17 februari 2002. Den klättrade som högst till åttondeplatsen och stannade på listan i 19 veckor. Låten var framgångsrik i Storbritannien där den blev Norwoods största hit sedan ”Top of the World” från 1998. Den nådde fjärdeplatsen på UK Singles Chart den 23 februari 2002 och toppen på listan UK R&B Singles Chart. På de flesta av de singellistor ”What About Us?” gick in på nådde den topp tjugo, däribland i Kanada, Nederländerna, Tyskland, Norge och Sverige.

## Musikvideo
Musikvideon till ”What About Us?” regisserades av Dave Meyers och producerades av Ron Mohrhoff. Videon filmades på Ten 9 Fifty Studios i Culver City i Kalifornien den 29 och 30 november 2001. Hela videon, inklusive alla närbilder och danssekvenser, filmades framför en greenscreen. Videon har ingen egentlig handling utan fokuserar på att skildra Norwood som ”artist” i olika miljöer med tonvikt på ”skönhet, mode och skarphet”. I en intervju med MTV sa hon att videon var menad att tala till alla kvinnor som blivit dåligt behandlade av själviska och elaka män. Hon konstaterade: ”Låtar som handlar om sorg och smärta fungerar verkligen ... Kvinnor från 15, eller kanske 13 år och uppåt, blir förälskade och sårade ... Den här videon visar verkligen en ny sida av mig.”
Videon utspelar sig i en science fiction-miljö och börjar med en panoramabild på Norwood som står på toppen av en pyramid av knäböjande män. PopMatters beskrev scenen som ”hämtad ur grekisk mytologi” med ”tragiskt bestraffade män” som håller upp Norwood som på en piedestal. Kameran zoomar in och visar hur Norwood lägger minnen och souvenirer från en avslutad relation i en kista, däribland ett stycke pergament med sin partners löften, en klocka och en nallebjörn. I nästkommande sekvens står Norwood i en futuristisk vindtunnel där hon krossar förbiflygande mobiltelefoner och personsökare med ett slagträ. Hon tar solglasögonen av en man som flyger förbi. I nästa sekvens står Norwood i en ny miljö, nu på en plattform där hon håller två män i koppel om halsen. Norwood framför låtens sista delar i passagerarsätet på en lowrider, parkerad i ett hav av lowriders. De sista scenerna gästas av Jerkins och Norwoods yngre bror Ray J.
Den färdiga versionen av video till ”What About Us?” hade världspremiär efter sista delen av avsnittet av Making the Video som sändes på MTV den 10 januari 2002. Musikjournalisten Cynthia Fuchs från PopMatters gav videon blandad kritik och beskrev den som ”förvånansvärt hård och rasande” men ansåg att den inte var särskilt ”nytänkande”. Hon jämförde den med Norwoods Matrix-influerade video till remixversionen av ”U Don't Know Me (Like U Used To).” Vid prisceremonin MTV Video Music Awards år 2002 mottog videon en nominering i kategorin Viewer's Choice Award men blev slagen av Michelle Branchs video till ”Everywhere”.

## Framträdanden
Under två veckor i februari 2002 var Norwood på en marknadsföringsturné i Europa där hon framförde ”What About Us?” i flera TV-program. Den 22 februari 2002 framförde hon låten i det brittiska musikprogrammet Top of the Pops tillsammans med bakgrundsdansare.

## Format och låtlistor
| 1. | ”What About Us?” (Radio Mix)    | 3:56 |
| 2. | ”What About Us?” (LP Mix)       | 4:12 |
| 3. | ”What About Us?” (Instrumental) | 4:09 |
| 4. | ”What About Us?” (musikvideo)   | n/a  |

| 1. | ”What About Us?” (Radio Mix) | 3:56 |
| 2. | "Full Moon" (Album Version)  | 4:08 |

| 1. | ”What About Us?” (Simon Vegas Remix) | 3:58 |
| 2. | ”What About Us?” (Boogiesoul Remix)  | 3:59 |
| 3. | ”What About Us?” (Radio Version)     | 3:57 |

| 1. | ”What About Us?” (Album Version)                                | 4:12 |
| 2. | ”What About Us?” (Boogiesoul Extended Club Remix)               | 5:44 |
| 3. | ”What About Us?” (Simon Vegas Extended Club Remix)              | 5:19 |
| 4. | ”What About Us?” (Album Instrumental)                           | 4:11 |
| 5. | ”What About Us?” (Boogiesoul Extended Club Remix Instrumental)  | 3:57 |
| 6. | ”What About Us?” (Simon Vegas Extended Club Remix Instrumental) | 3:55 |
| 7. | ”What About Us?” (A Cappella)                                   | 5:18 |

## Listplaceringar
| Lista (2002)                          | Topplacering |
| ------------------------------------- | ------------ |
| Australien (ARIA)                     | 6            |
| Belgien (Ultratop 50 Flandern)        | 20           |
| Belgien (Ultratop 50 Vallonien)       | 13           |
| Kanada (Canadian Singles Chart)       | 16           |
| Danmark (Tracklisten)                 | 7            |
| Nederländerna (Dutch Top 40)          | 15           |
| Frankrike (SNEP)                      | 24           |
| Tyskland (Media Control AG)           | 13           |
| Irland (Irish Singles Chart)          | 17           |
| Italien (FIMI)                        | 26           |
| Nya Zeeland (Recorded Music NZ)       | 8            |
| Norge (VG-lista)                      | 11           |
| Sverige (Sverigetopplistan)           | 16`          |
| Schweiz (Schweizer Hitparade)         | 8            |
| Storbritannien (UK Singles Chart)     | 4            |
| Storbritannien (UK R&B Singles Chart) | 1            |
| USA Billboard Hot 100                 | 7            |
| USA Hot R&B/Hip-Hop Songs (Billboard) | 3            |
| USA Rhythmic Top 40 (Billboard)       | 5            |
| USA Top 40 Mainstream (Billboard)     | 17           |
| USA Top 40 Tracks (Billboard)         | 18           |
| Österrike (Ö3 Austria Top 40)         | 40           |

| Lista (2002)                      | Topplacering |
| --------------------------------- | ------------ |
| Australien (ARIA)                 | 65           |
| Schweiz (Schweizer Hitparade)     | 80           |
| Storbritannien (UK Singles Chart) | 97           |
| USA Billboard Hot 100             | 65           |

## Certifikat och försäljningssiffror
| Australien (ARIA)               | Guld | 70 000^ |
| Nya Zeeland (RIANZ)             | Guld | 7 500^  |
| ^siffror baserade på certifikat |      |         |

## Utgivningshistorik
| Region          | Datum           | Format                                         | Skivbolag              |
| --------------- | --------------- | ---------------------------------------------- | ---------------------- |
| Internationellt | 2 januari 2002  | Streaming                                      | WEA International Inc. |
| USA             | 18 januari 2002 | Radio (Contemporary hit radio, Rhytmic, Urban) | Atlantic Records       |